# Río Teusacá
El río Teusacá es un río de los Cerros Orientales de Bogotá y de la sabana de Bogotá. Es un afluente izquierdo del río Bogotá, Colombia. El río, de 69 kilómetros de longitud, nace a una altitud de 3.560 metros en el Alto Los Tunjos, Santa Fe, y fluye hacia el norte por los municipios de La Calera, Guasca, Sopó, para desembocar en el río Bogotá en Sopó a una altitud de 2.554 metros. La parte alta de la cuenca del río Teusacá tiene un ecosistema de páramo con los páramos de Chingaza, El Verjón y Cruz Verde que rodean el río. El embalse de San Rafael en La Calera, importante fuente de agua para la capital colombiana, se nutre del río Teusacá.

## Etimología
Teusacá se deriva del muysccubun, la lengua indígena de los muisca, que habitaban el altiplano cundiboyacense antes de la conquista española . Teusacá era el nombre de un asentamiento de la Confederación Muisca, posiblemente en la cuenca de Teusacá entre Guasca y Usaquén.

## Descripción
El río Teusacá, de 69 kilómetros de longitud, nace a una altitud de 3.560 metros en el Alto Los Tunjos, Páramo de El Verjón, en la localidad de Santa Fe, en los Cerros Orientales de Bogotá, y fluye hacia el norte hasta La Calera. En este municipio se encuentra el embalse de San Rafael, importante fuente de agua de Bogotá, en la cuenca del río Teusacá. El río Teusacá continúa hacia el norte por Guasca y fluye hacia el noroeste en Sopó. Al noroeste de Sopó en límites con Cajicá y Zipaquirá, el río Teusacá desemboca en el río Bogotá a una altitud de 2.552 metros. Pequeñas partes de Chía y Ubaque forman parte de la cuenca del río Teusacá, que tiene una superficie total de 358,17 kilómetros cuadrados. La precipitación en la cuenca varía de 500 a 1.600 milímetros al año.

### Clima y vegetación
La temperatura máxima oscila entre 12 y 15 °C y la mínima oscila entre 6 y 9 °C. La descarga máxima se ha registrado en agosto, con 4,0 metros cúbicos por segundo y la mínima en marzo, con 1,4 metros cúbicos por segundo.
La vegetación va desde el páramo hasta los bosques andinos con especies características Illex kunthiana, Myrcianthes leucoxyla, guianensis Myrsine, squamulosa Miconia, fimbriata Clethra, muticum Arcythophylum, Baccharis rupicola, Hydrocotyle bonplandii, thuyoides Hypericum, columbiensis Paepalanthus, Clavatum Cladonia y tomentosa Weinmannia. El número total de especies de aves contabilizadas es 307, con otra fauna como mamíferos, reptiles y anfibios registrados. El parque nacional Natural Chingaza y Páramo de Cruz Verde se ubican al este del río Teusacá.

### Geología
La cuenca del río Teusacá se encuentra en un sinclinal de la Cordillera Oriental de los Andes colombianos, con el Grupo Guadalupe del Cretácico Superior, el Guaduas del Cretácico Superior al Paleoceno, las Formaciones Cacho y Bogotá del Paleógeno, y formaciones neógenas no conformables más jóvenes presentes en el sinclinal del Teusacá. El sinclinal está limitado al oeste por la Falla de Teusacá, una falla de cabalgamiento de tendencia norte-sur que se inclina hacia el este, empujando los miembros del grupo Guadalupe más antiguo sobre la Formación Guaduas. En la cuenca del río Teusacá hay 25 canteras activas de carbón y materiales de construcción.

## Galería

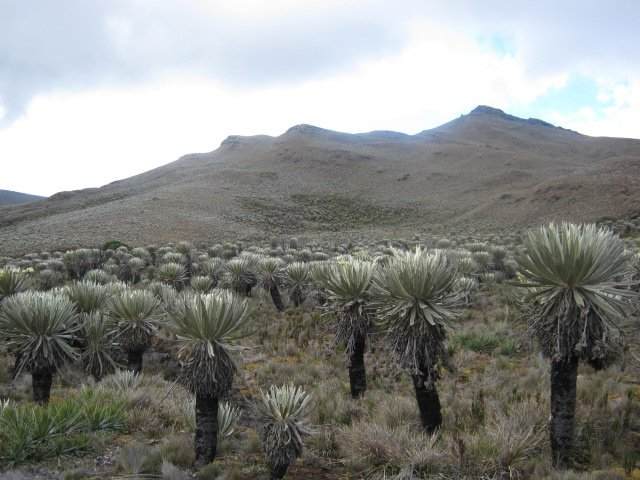
El Páramo de Cruz Verde se encuentra en la cuenca del río Teusacá
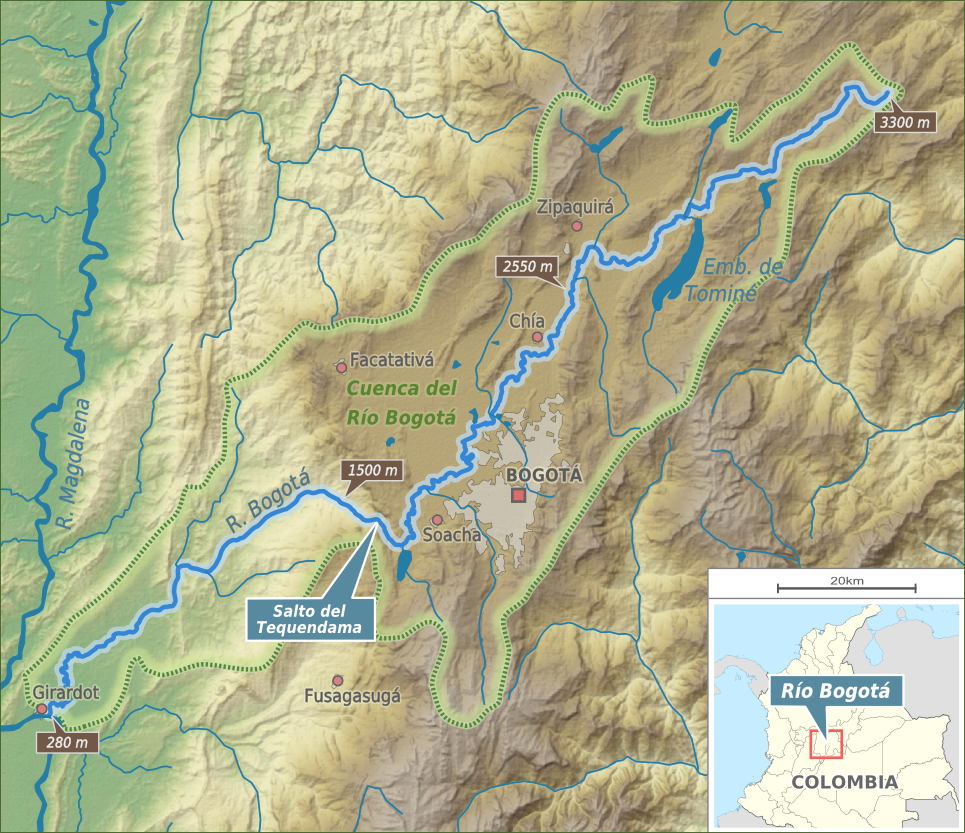
El río Teusacá desemboca en el río Bogotá, justo al norte de la marca de 2550 m